# Petauke, Zambia
Petauke  este un oraș  în  provincia de Est, Zambia.